# Nizerolles
Nizerolles település Franciaországban, Allier megyében. Lakosainak száma 288 fő (2022. január 1.). Nizerolles La Chapelle, Châtel-Montagne, Isserpent, Le Mayet-de-Montagne és Molles községekkel határos.

## Népesség
A település népességének változása:
| Lakosok száma | 389  | 320  | 289  | 327  | 351  | 341  | 314  | 304  | 301  | 288  |
|               | 1968 | 1982 | 1990 | 2006 | 2013 | 2015 | 2017 | 2019 | 2020 | 2022 |